# Kajetán František Krakowský z Kolowrat
Kajetán František Krakowský z Kolowrat (12. června 1689 – 9. února 1769) byl příslušník krakovské větve šlechtického rodu Kolovratů. Vykonával funkci komorníka a skutečného tajného rady. Po celý život se věnoval úspěšné vojenské kariéře. V roce 1709 získal vojenskou hodnost plukovníka. V roce 1737 se stal spolumajitelem a velícím generálem pluku pěchoty č. 17, o rok později získal hodnost důstojníka. Dne 17. listopadu byl jmenován polním podmaršálem, 20. listopadu roku 1746 se stal velitelem žoldnéřské armády a dělostřelectva. Dne 3. května 1758 byl povýšen na polního maršála a vojenského velitele na Moravě. V lednu roku 1749 získal indigenát v Sedmihradsku a Banátu.

## Rodina a kariéra
Předposlední dítě a poslední syn Jana Františka hraběte Krakowského z Kolowrat (1649–1723), nejvyššího kancléře království českého a Eleonory Claudie hraběnky d'Anquisola (1654–1691). Vstoupil do řádu Maltézských rytířů a do císařské armády, aby se mohl věnovat úspěšné vojenské kariéře. Nejprve se stal v roce 1709 plukovníkem. V roce 1837 se stal spolumajitelem pluku č. 17, se kterým bojoval v řadě bitev, např. u Molvic, něm. Mollwitz v pruském Slezsku (10. dubna 1741), Hohenfriedbergu (7. června 1745), u Štěrbohol (6. května 1757), u Leuthenu (3. prosince 1757), u Jaroměře (2. srpna 1758), u Hochkirchenu (10. října 1758), u Soreu (2. září 1759), u Torgau (3. listopadu 1760) či u Svídnice (1. října 1761).
V roce 1738 se stal vojenským důstojníkem, o tři roky později polním podmaršálem. V této funkci se účastnil vyhnání Francouzů z Prahy v roce 1742, následně vytáhl v roce 1743 proti Mořici Saskému a oblehl jeho posádku v Chebu. Po dlouhých a těžkých bojích sice hrad dobyl, ale při bombardování byla falc zapálena a románský palác byl zpustošen. V roce 1746 byl jmenován velitelem žoldnéřské armády a dělostřelectva, s touto hodností se pak účastnil bojů sedmileté války (1756–1763). Dne 3. května 1758 získal hodnost polního maršála a stal se také vojenským velitelem na Moravě.
Hrabě Kajetán František zemřel 9. února 1769 a byl pohřben v Brně.